# ガリーナ・コレヴァ・イヴァノヴァ
ガリーナ・コレヴァ・イヴァノヴァ（Галина Колева Иванова / Galina Koleva Ivanova、1978年3月8日 - ）は、ブルガリアの女子プロボクサー。第3代WBA女子世界バンタム級王者。第5代WBC女子世界バンタム級王者。ブルガス出身。

## 来歴
1999年3月25日、ソフィアでデビュー戦を行い、3-0の判定勝ちを収めデビュー戦を白星で飾った。
2002年7月6日、ウィーンでダイアナ・シラジーと対戦しプロ初黒星となる6回判定負けを喫した。
2002年11月9日、ウィーンでオーストリアスーパーフライ級王者ダイアナ・シラジーと再戦し、0-3の判定負けを喫し王座獲得に失敗した。
2003年3月7日、ウンブリア州フォリーニョでEBU女子フェザー級王者マリア・モローニと対戦し、1-1の判定で引き分けた為、王座獲得に失敗した。
2003年8月22日、ウンブリア州テルニでマリア・モローニと対戦し、2-1の判定勝ちで雪辱し王座獲得に成功した。
2003年11月15日、バイエルン州バイロイトでWIBF世界スーパーフライ級王者デイジー・ラングと対戦し、3-0の判定勝ちを収め王座獲得に成功した。
2004年4月7日、デブレツェンでベティナ・シャビとWIBF世界バンタム級並びにGBU女子同級王座決定戦を行い、0-3の判定負けを喫しWIBF王座の2階級制覇とGBU王座の獲得に失敗した。
2004年11月6日、アムステルダムのヴェロドローム・アムステルダムでWIBF世界スーパーバンタム級王者エスター・スハウテンと対戦し、1-1の判定で引き分けた為、WIBF王座の2階級制覇に失敗した。
2006年2月24日、タピオセントマルトンでWIBF世界スーパーフライ級王者レカ・ケンプと対戦し、0-3の判定負けを喫し王座返り咲きに失敗した。
2007年3月3日、ナイロビでファトゥマ・ザリカとWIBF世界バンタム級王座決定戦を行い、0-3の判定負けを喫しWIBF王座の2階級制覇に失敗した。
2008年5月16日、アッシャースレーベンでラモーナ・キューネとWIBF世界ライト級王座決定戦を行い、1-2の判定負けを喫しWIBF王座の2階級制覇に失敗した。
2008年6月21日、GBU女子世界バンタム級王者アニータ・クリステンセンとWBA女子世界同級王座決定戦を行い、3-0の判定勝ちを収めGBU王座とWBA王座の獲得に成功、ブルガリア初のメジャー団体の世界王座獲得に成功した。
2008年9月6日、ティフアナでズリーナ・ムニョスとWBC女子世界バンタム級王座決定戦を行ったが、1-1の判定で引き分けに終わり王座獲得に失敗した。
2009年3月6日、ヤクーツクでWIBF世界バンタム級王者オクサナ・ヴァシリエヴァとWBC女子世界同級王座決定戦を行い、2-1の判定勝ちを収めWBC王座獲得に成功、WIBF2階級制覇を果たした。
2009年10月5日、ナコーンラーチャシーマー県で元WBC女子世界スーパーフライ級暫定王者のウサナコン・ゴーキャットジムと対戦し、0-3の判定負けを喫し初防衛に失敗、王座から陥落した。
2013年11月30日、トルーカでジェネス・ペレスとIBF女子世界バンタム級王座決定戦を行い、10回0-3の判定負けを喫しWBAとWBO王座獲得に失敗した。
2014年2月8日、カステルビスバルでメラニア・ソローチェとノンタイトル6回戦を行い、判定負けを喫し再起に失敗した。
2014年5月13日、モリネッラでシモーナ・ガラッシとEBU女子フライ級王座決定戦を行い、5回1分12秒0-3の負傷判定負けを喫し王座獲得に失敗した。
2014年7月3日、ソフィアでジャスミナ・ナディと対戦し、3-0の判定勝ちを収め再起に成功した。
2015年5月9日、ヴラツァでチラ・ネメディとWBA女子世界バンタム級暫定王座決定戦を行い、10回3-0（3者共に100-89）の判定勝ちを収め王座獲得に成功した。
2015年10月10日、カラカスのポリエドロ・デ・カラカスで正規王者のマイヤリン・リバスと王座統一戦を行い、10回0-3（91-99、93-98、94-98）の判定負けを喫し王座統一に失敗、イヴァノヴァが5ヵ月間保持していた暫定王座は正規王座に吸収される形で消滅した。

## 戦績
- 36戦 16勝（2KO） 16敗 4分

## 獲得タイトル
- EBU女子フェザー級王座
- WIBF世界スーパーフライ級王座
- GBU女子世界バンタム級王座
- 第3代WBA女子世界バンタム級王座（防衛0）
- 第5代WBC女子世界バンタム級王座（防衛0）
- WIBF世界バンタム級王座
- WBA女子世界バンタム級暫定王座（防衛0）